# Saint-Paul-en-Jarez
 Saint-Paul-en-Jarez  es una población y comuna francesa, situada en la región de Ródano-Alpes, departamento de Loira, en el distrito de Saint-Étienne y cantón de La Grand-Croix.

## Demografía
| 2561 | 2600 | 3360 | 3819 | 4179 | 4129 |
| Para los censos de 1962 a 1999 la población legal corresponde a la población sin duplicidades (Fuente: INSEE [Consultar]) |      |      |      |      |      |